# Floralies internationales de Montréal
Les Floralies internationales de Montréal 1980, exposition mondiale de catégorie spéciale reconnue par le Bureau international des expositions et dédiée à l'horticulture et aux arts floraux, est tenue à Montréal, au Québec (Canada) du 17 mai au 1er septembre 1980.
Il s'agit de la première exposition internationale dédiée à l'horticulture en sol américain, les précédentes ayant toujours eu lieu en Europe. L'événement est créé sous l'impulsion du ministre québécois de l'Agriculture d'alors, Jean Garon, qui désirait avoir une exposition de ce type au Québec, précisément à Québec. Cette dernière n'ayant pas les infrastructures et les compétences pour mener un tel projet, le ministre s'associe donc avec le chef du Jardin botanique de Montréal, horticulteur et futur maire de Montréal, Pierre Bourque, afin de mener à terme ce projet dans la métropole.

## Emplacements
- Floralies intérieures : Vélodrome olympique (17 au 29 mai 1980)
- Floralies extérieures : Île Notre-Dame (31 mai 1980 au 1er septembre 1980)Vélodrome olympique, emplacement des floralies intérieures.

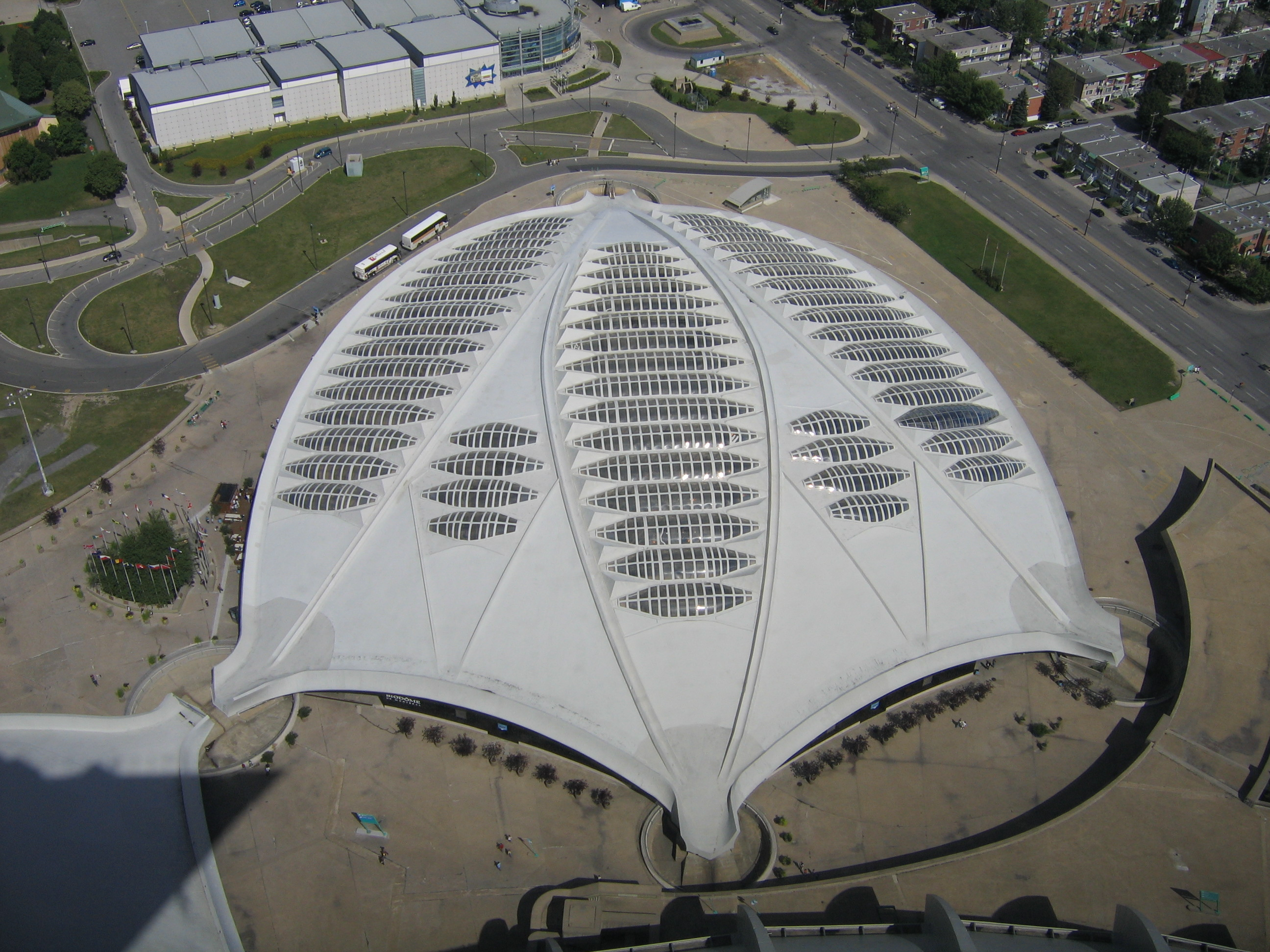
Vélodrome olympique, emplacement des floralies intérieures.

## Pays participants
Le tableau suivant répertorie les pays ayant participé aux Floralies internationales et la superficie de leur exposition respective en mètres carrés.
| Floralies intérieures | Floralies extérieures |  |
| - Afrique du Sud (50) - Belgique (325) - Canada (240 et 350) - Cameroun (90) - Chine (300) - Colombie (185) - Costa Rica (70) - Espagne (80) - États-Unis (305 et 105) - France (290) - Guatemala (80) - Pays-Bas (300) - Indonésie (80) - Italie (390) - Japon (110) - Pérou (60) - Venezuela (140) | - Autriche (500) - Belgique (3300) - Canada (3700) - Espagne (250) - États-Unis (6500) - Espagne (5200) - Italie (1500) - Mexique (300) - Pérou (250) - Portugal (400) - Royaume-Uni (3400) - Tchécoslovaquie (300) |  |